# محوطه شترمله
محوطه شترمله مربوط به دوره اشکانیان - دوره ساسانیان - سده‌های اولیه دوران‌های تاریخی پس از اسلام است و در شهرستان چرداول، بخش شیروان، ۱/۵ کیلومتری جنوب روستای چم جنگل واقع شده و این اثر در تاریخ ۷ اسفند ۱۳۸۶ با شمارهٔ ثبت ۲۱۲۶۸ به‌عنوان یکی از آثار ملی ایران به ثبت رسیده است.